# Oda (abbesse de la Cambre)
Pour les articles homonymes, voir Oda (homonymie).
Ode est une religieuse cistercienne qui fut la 2e abbesse de l'abbaye de la Cambre.